# Congress of Industrial Organizations
Congress of Industrial Organizations eller CIO var et amerikansk fagforbund, som fortrinsvis rummede ufaglærte industriarbejdere.
CIO havde medlemmer i USA og Canada og havde sin største indflydelse under Depressionen i 1930'erne.
CIO blev grundlagt i 1935 som et radikalt svar på den politik, som blev ført af de faglærtes fagforbund American Federation of Labor (AFL). Indenfor rammerne af den Industrielle revolution var der opstået en ny klasse af ufaglærte arbejdere, såsom montører ved samlebåndene i bilfabrikkerne. Denne nye arbejderklasse blev indtil da ikke slagkraftigt repræsenteret af nogen fagforening.
CIO mistede indflydelse i 1950'erne. I 1955 sluttede CIO sig igen til AFL under navnet American Federation of Labor-Congress of Industrial Organizations (AFL-CIO) som fortsat eksisterer. Et af dens mest kendte medlemmer var den mangeårige leder af det amerikanske kommunistparti CPUSA, Gus Hall, som også organiserede strejker for dem.

## Præsidenter for CIO
- 1935–1940 John L. Lewis
- 1940–1952 Philip Murray
- 1952–1955 Walter Reuther